# Saint-Quentin-la-Motte-Croix-au-Bailly

Saint-Quentin-la-Motte-Croix-au-Bailly este o comună în departamentul Somme, Franța. În 1 ianuarie 2022 avea o populație de 1.265 de locuitori.